# Atletismo nos Jogos Pan-Americanos de 2019 - Revezamento 4x400 m feminino
A competição do revezamento 4x400 m feminino foi um dos eventos do atletismo nos Jogos Pan-Americanos de 2019, em Lima, no Peru. A prova foi realizada no dia 10 de agosto.

## Calendário
Horário local (UTC-5).
| Data         | Horário | Fase  |
| ------------ | ------- | ----- |
| 10 de agosto | 16:40   | Final |

## Medalhistas
|  | USA Estados Unidos                                    |  | CAN Canadá                                                      |  | JAM Jamaica                                                          |
|  | Lynna Irby Jaide Stepter Anna Cockrell Courtney Okolo |  | Natassha McDonald Aiyanna Stiverne Kyra Constantine Sage Watson |  | Stephenie Ann McPherson Tiffany James Natoya Goule Roniesha McGregor |

## Recordes
Recordes mundial e pan-americano antes da disputa dos Jogos Pan-Americanos de 2019.
| Tipo                             | Atleta          | Tempo   | Local        | Data                 |
| -------------------------------- | --------------- | ------- | ------------ | -------------------- |
|                                  | União Soviética | 3:15.17 | Seul         | 1 de outubro de 1988 |
| Recorde dos Jogos Pan-Americanos | Estados Unidos  | 3:23.35 | Indianápolis | 16 de agosto de 1987 |

## Resultado final
Os resultados foram os seguintes:  
| Posição           | Raia | Nacionalidade      | Atletas                                                                              | Tempo   | Notas                |
| ----------------- | ---- | ------------------ | ------------------------------------------------------------------------------------ | ------- | -------------------- |
| Medalha de ouro   | 4    | USA Estados Unidos | Lynna Irby, Jaide Stepter, Anna Cockrell, Courtney Okolo                             | 3:26.46 |                      |
| Medalha de prata  | 6    | CAN Canadá         | Natassha McDonald, Aiyanna Stiverne, Kyra Constantine, Sage Watson                   | 3:27.01 | Recorde da temporada |
| Medalha de bronze | 7    | JAM Jamaica        | Stephenie Ann McPherson, Tiffany James, Natoya Goule, Roniesha McGregor              | 3:27.61 | Recorde da temporada |
| 4                 | 8    | CUB Cuba           | Zurian Hechavarría, Rose Mary Almanza, Marelys Alfonso, Roxana Gómez                 | 3:30.89 | Recorde da temporada |
| 5                 | 1    | PUR Porto Rico     | Pariis García, Grace Claxton, Alethia Marrero, Gabriella Scott                       | 3:32.03 |                      |
| 6                 | 9    | COL Colômbia       | Lina Licona, Melissa González, Rosangélica Escobar, Jennifer Padilla                 | 3:33.02 |                      |
| 7                 | 5    | CHI Chile          | Martina Weil-Restrepo, Stephanie Saavedra, María Echeverría, María Fernanda Mackenna | 3:39.95 |                      |
| 8                 | 3    | ARG Argentina      | María Ayelén Diogo, Fiorella Chiappe, Valeria Baron, Noelia Martínez                 | 3:41.39 |                      |
| 9                 | 2    | PER Peru           | Triana Alonso, Jimena Copara, Kimberly Cardoza, Maitté Torres                        | 3:45.54 |                      |

Legenda
| Recorde mundial                  | Recorde mundial (World record)               |                       | Recorde africano                      | Recorde africano (African) |                                           | Q | Classificado por posição (Qualified) |
| Recorde dos Jogos Pan-Americanos | Recorde pan-americano (Pan-American record)  | Recorde da América    | Recorde da América (Americas)         | q                          | Classificado por melhor tempo (Qualified) |   |                                      |
| Melhor marca do ano              | Melhor marca do ano (World leading)          | Recorde asiático      | Recorde asiático (Asian)              | DNS                        | Não largou (Did not start)                |   |                                      |
| Recorde nacional                 | Recorde nacional (National record)           | Recorde europeu       | Recorde europeu (European)            | DNF                        | Não terminou (Did not finish)             |   |                                      |
| Recorde pessoal                  | Recorde pessoal do atleta (Personal best)    | Recorde da Oceania    | Recorde da Oceania (Oceania)          | DSQ / DQ                   | Desclassificado (Disqualified)            |   |                                      |
| Recorde da temporada             | Recorde da temporada do atleta (Season best) | Recorde sul-americano | Recorde sul-americano (South America) | NM                         | Sem marca (No mark)                       |   |                                      |